# Bangerz
Bangerz é o quarto álbum de estúdio da cantora estadunidense Miley Cyrus. O seu lançamento ocorreu em 4 de outubro de 2013, através da RCA Records. O material continua a retratar uma imagem mais provocativa de Cyrus, seguindo a mesma linha de Can't Be Tamed. O disco possui uma sonoridade inspirada por gêneros urbanos como o dance e o hip hop. Liricamente, as faixas referem-se ao amor e a festas, e no caso de canções como "We Can't Stop" e "Do My Thang", à independência. Descrito por Cyrus como um álbum de "hip hop sulista", Bangerz apresenta uma mudança musical de projetos anteriores da artista, de cujos materiais disse estar "desconectada".
Optando por reestabilizar sua carreira musical em vez de focar-se na carreira cinematográfica como originalmente planejado, Cyrus começou a desenvolver Bangerz em abril de 2012. O trabalho continuou em 2013, época em que a artista saiu da Hollywood Records e subsequentemente assinou um contrato com a RCA Records. Como produtora executiva do projeto, Cyrus escolheu Mike Will Made It e outros produtores de hip hop que a auxiliaram a desenvolver canções para um novo som de sua careira musical, incluindo Cirkut, Pharrell Williams e will.i.am. O disco apresenta participações dos artistas compatriotas Britney Spears, Big Sean, Future, Ludacris, Nelly e do rapper marroquino-americano French Montana nas faixas "SMS (Bangerz)", "Love Money Party", "My Darlin'", "Hands in the Air", "4x4" e "FU", respectivamente.
Bangerz recebeu revisões positivas da mídia especializada, a qual prezou sua produção e sua originalidade; contudo, outros resenhadores criticaram o disco por mostrar uma imagem mais "selvagem" de Cyrus. De tal forma, foi indicado à Best Pop Vocal Album nos Grammy Awards de 2015, mas perdeu para In the Lonely Hour (2014), do britânico Sam Smith. Comercialmente, o disco foi bem sucedido, liderando as tabelas de álbuns da Austrália, do Canadá, dos Estados Unidos e de outros seis países, ao passo que qualificou-se entre os dez primeiros na Áustria, na Bélgica, na Dinamarca e em outras doze nações. Nos Estados Unidos, Bangerz converteu-se no quinto álbum de Cyrus a debutar não-consecutivamente na liderança da Billboard 200, incluindo as trilhas sonoras onde ela foi creditada como a personagem Hannah Montana. Foi a terceira melhor estreia de um álbum feminino em 2013, atrás apenas de Prism, de Katy Perry e do álbum autointitulado de Beyoncé.
"We Can't Stop" foi lançada como a primeira faixa de trabalho do disco em 3 de junho de 2013 e atingiu a vice-liderança da Billboard Hot 100. O segundo single retirado do material foi "Wrecking Ball", que tornou-se a primeira canção de Cyrus a liderar a Billboard Hot 100 devido ao seu controverso vídeo musical, que converteu-se na produção com mais visualizações em 24 horas na plataforma de vídeos Vevo; este recorde foi posteriormente quebrado por "Anaconda", de Nicki Minaj. "Adore You" serviu como o terceiro foco de promoção do trabalho em 17 de dezembro de 2013 e teve um desempenho médio nas tabelas musicais, atingindo a 21ª colocação como melhor na Billboard Hot 100. Um remix da faixa, feito por Cedric Gervais, foi lançado no dia 3 de março de 2014. Como forma de divulgação, Cyrus apresentou faixas do disco em programas televisivos; a apresentação de "We Can't Stop" durante os MTV Video Music Awards de 2013 recebeu grande atenção da imprensa internacional. A divulgação de Bangerz continuou com a turnê Bangerz Tour, que teve início na cidade de Vancouver no dia 14 de fevereiro de 2014.

## Antecedentes e desenvolvimento
"Neste momento, quando as pessoas vão ao iTunes e ouvem a minha música antiga, me irrita tanto, porque eu não posso simplesmente apagar essas coisas e começar tudo de novo. Eu me sinto tão desconectada do meu último disco — eu tinha 16 ou 17 anos quando o fiz. Quando se tem 20 anos, você não reconhece aquela pessoa mais".

— Cyrus descrevendo a transição artística que experimentou durante a produção de Bangerz.
Em 2012, Cyrus anunciou que planejava focar-se em sua carreira cinematográfica, colocando efetivamente seus planos musicais em hiato. Naquele ano, ela estrelou as produções LOL e So Undercover. Ela também foi anunciada como a voz principal do longa-metragem animado Hotel Transylvania, mas abandonou o projeto em razão de um retorno musical. Em janeiro de 2013, Cyrus encerrou seu contrato com a Hollywood Records, sob a qual lançou as trilhas sonoras Hannah Montana e Hannah Montana 2: Meet Miley Cyrus (que também é reconhecido como um álbum duplo), os álbuns de estúdio Breakout e Can't Be Tamed e o extended play The Time of Our Lives, e subsequentemente assinou um contrato com a RCA Records. Em março, a artista confirmou que seu quarto álbum de estúdio seria lançado no final de 2013. Cyrus afirmou que havia "retomado tudo do zero" como uma artista após terminar os serviços de suas relações profissionais anteriores, o que sentiu que a "assustaria" com a evolução de sua imagem pública. Em uma outra entrevista, ela afirmou que reconhece Bangerz como o seu álbum de estreia oficial, depreciando seus projetos anteriores lançados durante a produção de Hannah Montana. Enquanto gravava o álbum então sem título, Cyrus tencionou elaborar um produto final "muito adulto, sensual e convincente", e declarou que estava "se divertido fazendo música pela primeira vez" em sua carreira". Ela disse que o álbum foi inspirado pelo som da Motown. Os atos musicais que inspiraram o álbum incluem Miguel e Frank Ocean.
Cyrus descreveu seu novo estilo musical como um "sujo hip hop sulista" e combinou elementos genéricos do hip hop e da música country, o que ela sentiu ser um "bom híbrido". Para criar este gênero, ela trabalhou com vários produtores de hip hop, incluindo Mike Will Made It, Mac Miller, Pharrell Williams e Tyler, the Creator em cidades como Atlanta e Georgia. Eles a auxiliaram a incorporar elementos do hip hop para o material, e Cyrus reconheceu o resultado final como um "som totalmente diferente". Ela também comentou que seu projeto seria "calar todo mundo", e posteriormente, comparou o disco com Bad (1987), de Michael Jackson, em que "as pessoas ainda estão ouvindo [isso] porque é incrivelmente dopado" e "[quero] que as pessoas escutem o [meu] álbum desta maneira". A artista também expressou seu desejo de "estabelecer um novo padrão para a música pop". Em agosto de 2013, o produtor Sean Garrett definiu o disco como "divertido e emocionante", e afirmou que uma colaboração entre Cyrus e Britney Spears entraria na lista de faixas do álbum. Mike Will Made It explicou que o álbum foi intitulado de Bangerz depois de perceber que "o álbum inteiro é sensacional".

## Lançamento e capa

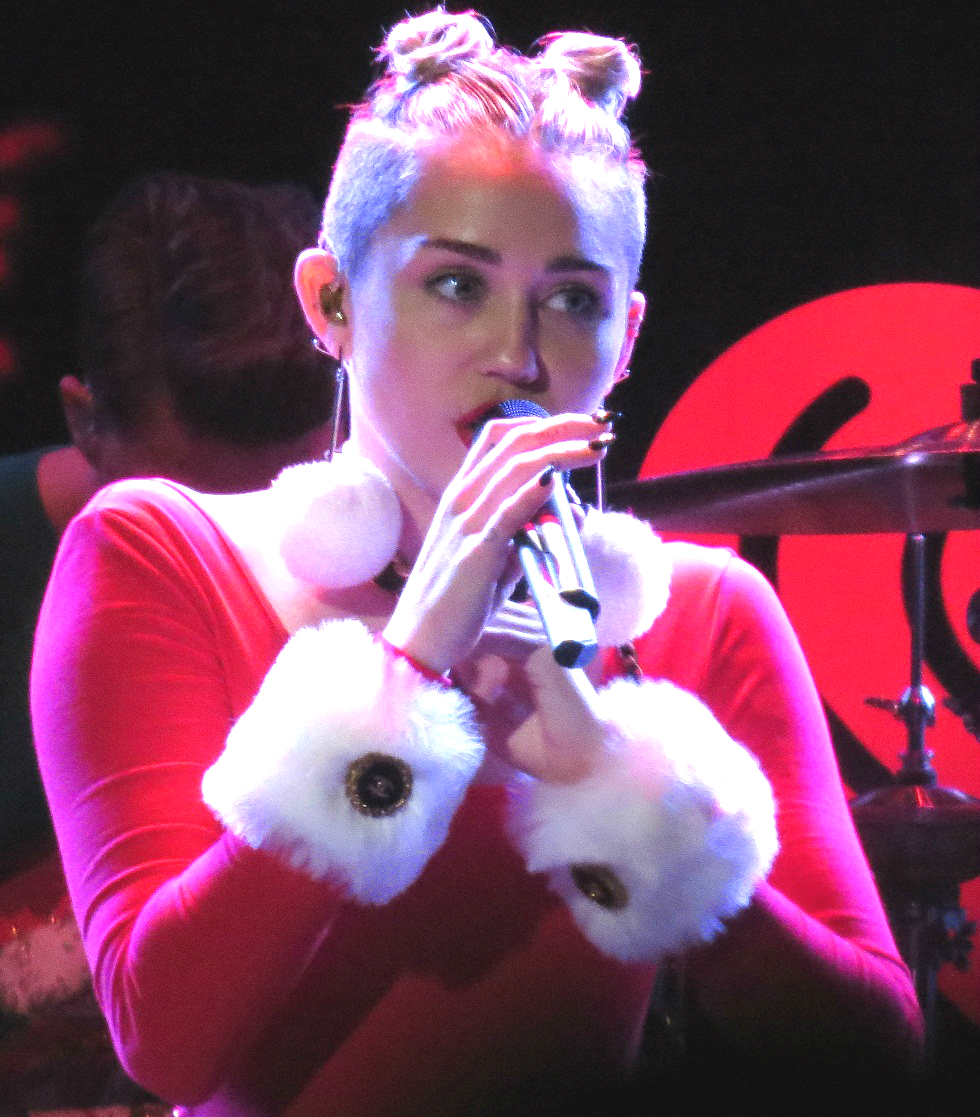
Cyrus apresentando-se no Jingle Ball em Tampa, Florida, em dezembro de 2013

Em 6 de agosto de 2013, após atingir a marca de treze milhões de seguidores em sua conta no Twitter, Cyrus divulgou uma mensagem na rede social dizendo que o disco seria intitulado de Bangerz. Em 24 de agosto seguinte, Cyrus revelou as capas das versões padrão e deluxe do álbum; ambas as gravuras representam Cyrus com cabelos loiros vestindo um curto casaco preto com o título "Bangerz" estilizado em uma iluminação neon fluorescente na frente de palmeiras. As capas foram descritas como uma reminiscência da série televisiva da década de 1980 Miami Vice, bem como uma "escolha inesperada" dada a sua influência recente na cultura hip hop. No dia seguinte, o material foi disponibilizado em pré-venda nos iTunes Store. Mais tarde, Cyrus confirmou que Bangerz seria lançado em 8 de outubro de 2013 nos Estados Unidos. Em 10 de setembro, depois que o vídeo musical de "Wrecking Ball" quebrou o recorde de vídeo mais visto em suas primeiras 24 horas de lançamento na plataforma de vídeos Vevo, Cyrus revelou a lista de faixas de Bangerz através do Twitter.
Em 18 de setembro seguinte, Cyrus revelou quatro capas adicionais para as edições deluxe em formato físico do disco, que foram distribuídas aleatoriamente entre lojas internacionais, e foram votadas pelos fãs para determinar as capas oficiais para serem impressas para prensagens futuras. Duas das capas exibem Cyrus vestida com trajes alternativos; uma delas a apresenta com uma jaqueta preta, enquanto a outra mostra Cyrus com um sutiã branco e uma calça preta xadrez. A terceira mostra a face da artista, cercada por rosas, enquanto a quarta capa destaca a cantora de topless cobrindo os seios. Esta última capa é destaque em uma edição digital e exclusiva do disco e também é a principal capa para as edições em disco de vinil, cuja edição foi lançada em 26 de novembro através da loja de Cyrus na Internet. Esta capa foi comparada com o vídeo musical de "Wrecking Ball", que também apresentou Cyrus nua, enquanto as outras capas foram consideradas conservadoras. Também há uma página de adesivos como brinde na edição deluxe do álbum. Em 15 de outubro, foi anunciado através do perfil de Cyrus no Facebook que a capa original da edição deluxe do álbum permaneceria como sua capa oficial. O disco também possui o adesivo Parental Advisory, emitido pela Recording Industry Association of America (RIAA) para identificar conteúdos explícitos. Em 29 de setembro, trechos de 30 segundos de cada faixa de Bangerz foram disponibilizados no portal Allmusic. No dia seguinte, o disco foi disponibilizado inteiramente para audição através da iTunes Store e da iTunes Radio.

## Composição
| “ | Todo o álbum é uma história [da relação com Liam Hemsworth], e eu acho que essa história começa com 'Adore You' e termina com 'Someone Else'. (...) Eu acho que sabia mais intuitivamente onde a minha vida iria parar mais do que eu penso atualmente sobre o que fiz na época. | ” |

Musicalmente, Bangerz é um álbum pop com elementos de gêneros como o hip hop, synthpop e a música country. O disco se inicia com "Adore You", uma balada pop e R&B. Liricamente, discute a relação amorosa com um amante em linhas como "Nós fomos feitos para estar / No matrimônio sagrado". Nick Catucci, da revista Entertainment Weekly, opinou que a faixa permitiu que Cyrus mostrasse suas habilidades vocais. A segunda canção do álbum é "We Can't Stop", uma faixa pop, dance e R&B de andamento médio que discute os eventos de uma festa caseira, bem como os acontecimentos depois da festa. Mikael Wood, do periódico Los Angeles Times, definiu a canção como "os olhos claros mais calmos e gritantes desde 'Control', de Janet Jackson". Catucci descreveu "SMS (Bangerz)" como um "feliz rap" com a cantora pop Britney Spears, que aparece como vocalista convidada no segundo verso. "4x4" apresenta o rapper Nelly, e liricamente, discute a história de uma "feminina rebelde" tentando encontrar a fiança para seu parceiro romântico. Ao longo da canção, há elementos da música country. "My Darlin'" apresenta o cantor Future; as habilidades vocais de Cyrus na canção foram elogiadas, mas foram considerados dominados por um "mar de sintetizadores piscando e cantando não-descongelados". "Wrecking Ball" é uma balada synthpop e fala sobre um relacionamento falido.
A sétima faixa do álbum, "Love Money Party", apresenta Big Sean, e incorpora a "batida suja de uma casa assombrada". Jason Lipshutz, da Billboard observou que Cyrus apareceu mais confortável com rap nesta canção, em comparação com um desempenho no single "23", de Mike Will Made It. "Get It Right" é uma canção de "brisa elegante" que vê a inclusão de "assobiar (...) e picar uma guitarra lambida". Esta faixa foi descrita como uma reminiscência de "Twisted", de Usher e "Kickin 'In", de Adam Lambert; todas estas faixas foram produzidas por Pharrell Williams. Cyrus afirmou que "Drive" foi inspirada em "precisar deixar alguém, mas não realmente sobre querer sair completamente do relacionamento". O comentário de Cyrus foi assumido para referenciar seu noivado com Hemsworth na mídia. A décima faixa do disco é "FU", que apresenta French Montana. De acordo com Catucci, a canção combina "o estilo [insolente] estrelado por Adele e um verso de French Montana para habilmente embutir dubstep wub-wubs". Catucci descreveu "Do My Thang" como uma "faixa dance rasgada", enquanto Lipshutz reconheceu no número influências de "sintetizadores pegajosos e percussões estaladas". "Maybe You're Right" incorpora uma instrumentação composta por tambores com "dicas de influência gospel", e também foi questionada por resolver Hemsworth. A décima terceira e última faixa do disco é "Someone Else", que combina estilos de hip hop e do synthpop. Liricamente, discute a evolução da imagem pública de Cyrus.

## Recepção

### Crítica profissional
| Críticas profissionais | Críticas profissionais |
| Pontuações agregadas   | Pontuações agregadas   |
| Fonte                  | Avaliação              |
| ---------------------- | ---------------------- |
| Metacritic             | (61/100)               |
| Avaliações da crítica  |                        |
| Fonte                  | Avaliação              |
| Allmusic               | [ 42 ]                 |
| Entertainment Weekly   | (A-)                   |
| Los Angeles Times      | [ 43 ]                 |
| PopMatters             | (4/10)                 |
| Rolling Stone          | [ 45 ]                 |
| Slant Magazine         | [ 46 ]                 |
| Spin                   | (4/10)                 |
| The A.V. Club          | (B)                    |
| The Guardian           | [ 49 ]                 |
| The Observer           | [ 50 ]                 |

O portal Metacritic, com base em 21 resenhas recolhidas, concedeu ao Bangerz uma média de sessenta e um pontos de uma escala que vai até cem, indicando "análises geralmente positivas". Heather Phares, do portal Allmusic, forneceu uma revisão favorável e opinou que "[Bangerz] realiza [a] missão" de "[vendas de] Cyrus como uma mulher independente", comentando ainda que a incorporação de vários gêneros dentro do projeto "introduz Miley na lista das estrelas da música pop". Jason Lipshutz, da Billboard, elogiou o álbum por ser "ferozmente indivíduo", mas afirmou que as "dissoluções dramáticas das canções" são repetitivas. Lipshutz afirmou que o álbum "não é nem o melhor nem o pior álbum pop lançado em 2013", e declarou o poder de baladas como "Wrecking Ball" iria aumentar a longevidade de Cyrus em sua carreira musical. Nick Catucci, da revista Entertainment Weekly, descreveu Bangerz como "totalmente refrescante" e uma "blitz pop de uma pintura azul do hip hop", e afirmou que Cyrus tinha visivelmente transitado a sua antiga personalidade criada pelo Disney Channel.
Mikael Wood, periodista do Los Angeles Times, observou que o álbum favoreceu uma "vibração inspirativa e mais corajosa do hip hop" em vez do "brilhante electro pop" de seu material anterior, e ainda opinou que "'We Can't Stop' ainda surpreende; esta canção poderia ser os olhos claros mais calmos e gritantes desde 'Control', de Janet Jackson". Jon Dolan, crítico da revista musical Rolling Stone, elogiou a "ampla produção" do disco e o definiu como "uma granada festiva de um disco [onde] Rihanna-encontra-Gaga-encontra-P!nk-encontra-Britney". Escrevendo para a revista Fact, Tom Lea providenciou uma análise mista de Bangez e o chamou de uma "bagunça quente do country, do hip hop sulista e muito mais". Lea concluiu a revisão dizendo que o disco continha "mais acertos sensacionais do que erros grosseiros". Caroline Sullivan, do periódico The Guardian, compartilhou um sentimento semelhante, mas também opinou que o discos continha "mais acertos do que erros". John Murphy, da página MusicOMH, descreveu as faixas do álbum como "[faixas que] preferem correr do vento do material", mas mesmo assim elogiou os esforços promocionais de Cyrus para fazer o disco, e concluiu a resenha definindo o disco como "um dos álbuns pop mais esperados do ano".
Kitty Empire, do jornal The Observer, foi mais negativa com o álbum e opinou que o projeto "se sente costurados no escuro, e a busca de atenção começa a ralar". Elysa Gardner, escrevendo para o USA Today, descreveu a composição do disco como "medíocre" e disse que consiste de "músicas competentes e principalmente genéricas". Jessica Hopper, da revista Spin, também foi mais negativa com disco, resenhando que é um "álbum preciso que voa entre bombástico e bombástico" e que não era muito divertido. Katy Freitas, do portal brasileiro Território da Música, concedeu três estrelas de cinco permitidas para Bangerz, opinando que o disco "traz o previsível e mais do mesmo mecânico: letras sobre festas, rebeldia, dinheiro e status, com uma linguagem emprestada do hip-hop".

### Reconhecimento
Em sua lista dos dez melhores álbuns de 2013, Nick Catucci, da Entertainment Weekly colocou Bangerz na terceira posição, elogiando a capacidade de Cyrus para "o rap (...), uma voz com alma capaz de mostrar topos (...), e um franqueza emocional subvalorizada". O jornal The Guardian classificou Bangerz na 34ª colocação na lista dos quarenta melhores álbuns de 2013, comentando que "as pessoas [acabam] até para fins comerciais, ao invés do final transgressivo", apesar do jornal ter inicialmente opinando que "a busca por atenção começa a ralar". A revista Rolling Stone qualificou o álbum no número vinte e sete na lista dos cinquenta melhores álbuns do ano de 2013, escrevendo que Cyrus "[trouxe] a profundidade e a vulnerabilidade ao inferno de uma festa (...) em meio a todos os dedos espumosos". Ann Powers, do NPR classificou o disco na décima posição recorde em sua lista de dez discos, o que sugere que ela "deve ganhar sua entrada em cada celebração da música pop este ano", enquanto a Associated Press classificou-o na nona posição por ter sido "atirador". Joey Guerra, periodista do Houston Chronicle, listou Bangerz como o quarto melhor álbum do ano, chamando-o de "um álbum pop divertido e mal-humorado, que produziu dois dos maiores e melhores singles do ano" e resumiu que "com o toque de sua língua, Cyrus facilmente supera os recordes recentes de Gaga, Katy e Britney". O disco foi indicado no Grammy Awards de 2015 na categoria Best Pop Vocal Album, mas perdeu para In the Lonely Hour (2014), do cantor britânico Sam Smith.

## Singles
"We Can't Stop" foi lançada como o primeiro single de Bangerz em 3 de junho de 2013. A faixa recebeu análises mistas dos críticos musicais, que ficaram ambivalentes quanto a sua produção e letra. A canção atingiu a segunda posição da tabela musical Billboard Hot 100, a principal parada estadunidense, empatando com "Party in the U.S.A." como o single que atingiu a maior posição no país à época. Internacionalmente, a obra experimentou sucesso na Europa e na Oceania, e conquistou o topo na Nova Zelândia. Seu vídeo musical acompanhante foi lançado em 19 de junho de 2013, e foi notado por descrever uma Cyrus cada vez mais provocante, um processo iniciado com seu terceiro álbum Can't Be Tamed (2010). Com 10.7 milhões de visualizações no dia da estreia, o vídeo brevemente deteve o recorde da plataforma Vevo para o maior número de assistidas em 24 horas, antes de ser ultrapassado por "Best Song Ever", do grupo One Direction. Também se tornou a produção a atingir 100 milhões de visualizações em menos tempo, feito que conquistou em 37 dias.
"Wrecking Ball" foi distribuída como música de trabalho em 25 de agosto de 2013. Os analistas musicais saudaram a mudança de ritmo apresentada em relação ao single anterior, mas foram mais negativos em relação à produção. Conquistou a primeira posição da Billboard Hot 100, se tornando a primeira obra da artista a conquistar tal posição. "Wrecking Ball" também conseguiu ficar entre as vinte primeiras posições em diversas tabelas internacionais, e atingiu a segunda colocação na Austrália e Nova Zelândia. O vídeo musical foi mostrado a público em 9 de setembro de 2013, e ganhou atenção da mídia por mostrar a artista nua. Com 19.3 milhões de visualizações, quebrou o recorde da Vevo para mais assistidas em 24 horas, e adicionalmente se tornou o vídeo que chegou a 100 milhões mais rápido, o fazendo em seis dias. Este primeiro recorde foi quebrado por "Anaconda", de Nicki Minaj, que obteve 300 mil visualizações a mais. O vídeo também conquistou a condecoração de Video of the Year durante os MTV Video Music Awards de 2014, sendo indicado na categoria de Best Direction. Em 4 de dezembro, a música voltou ao cume da supracitada tabela estadunidense, com a ajuda do fluxo de mídia de uma paródia realizada no portal Chatroulette, que se tornou viral após ser publicada no YouTube, e consequentemente se tornou a maior lacuna entre o topo e outra posição na tabela, um total de nove semanas, ultrapassando "Thrift Shop" por Macklemore & Ryan Lewis e Wanz, que retornou ao topo cinco semanas após ter saído. Mais tarde, naquele mês, as gravações audiovisuais de "Wrecking Ball" e "We Can't Stop" foram anunciadas como as mais assistidas do ano na Vevo, ocupando as duas primeiras posições, respectivamente.
"Adore You" foi escolhida como o terceiro foco de promoção do álbum; a composição foi liberada às rádios do circuito contemporary hit radio em 17 de dezembro de 2013. Recebeu avaliações positivas da imprensa musical; os analistas apreciaram sua produção de andamento mediano, embora tenham criticado o uso de Auto-Tune nos vocais. Seu vídeo acompanhante foi liberado ilegalmente na internet na noite do dia 25 de dezembro, e foi oficialmente lançado na manhã do dia seguinte. O enredo retrata a artista sugestivamente posando em uma cama e em uma banheira; tais cenas são intercaladas com um conteúdo com visão noturna que parecem simular uma sex tape. Antes do lançamento como single, a faixa estreou na 42.ª posição da Billboard Hot 100; depois, conseguiu o pico no número 21. Um remix de "Adore You" foi produzido pelo disc jockey (DJ) Cedric Gervais e estreou online em 13 de fevereiro de 2014; foi oficialmente lançada na Beatport pela gravadora do artista, a Spinnin' Records, em 3 de março.

## Divulgação

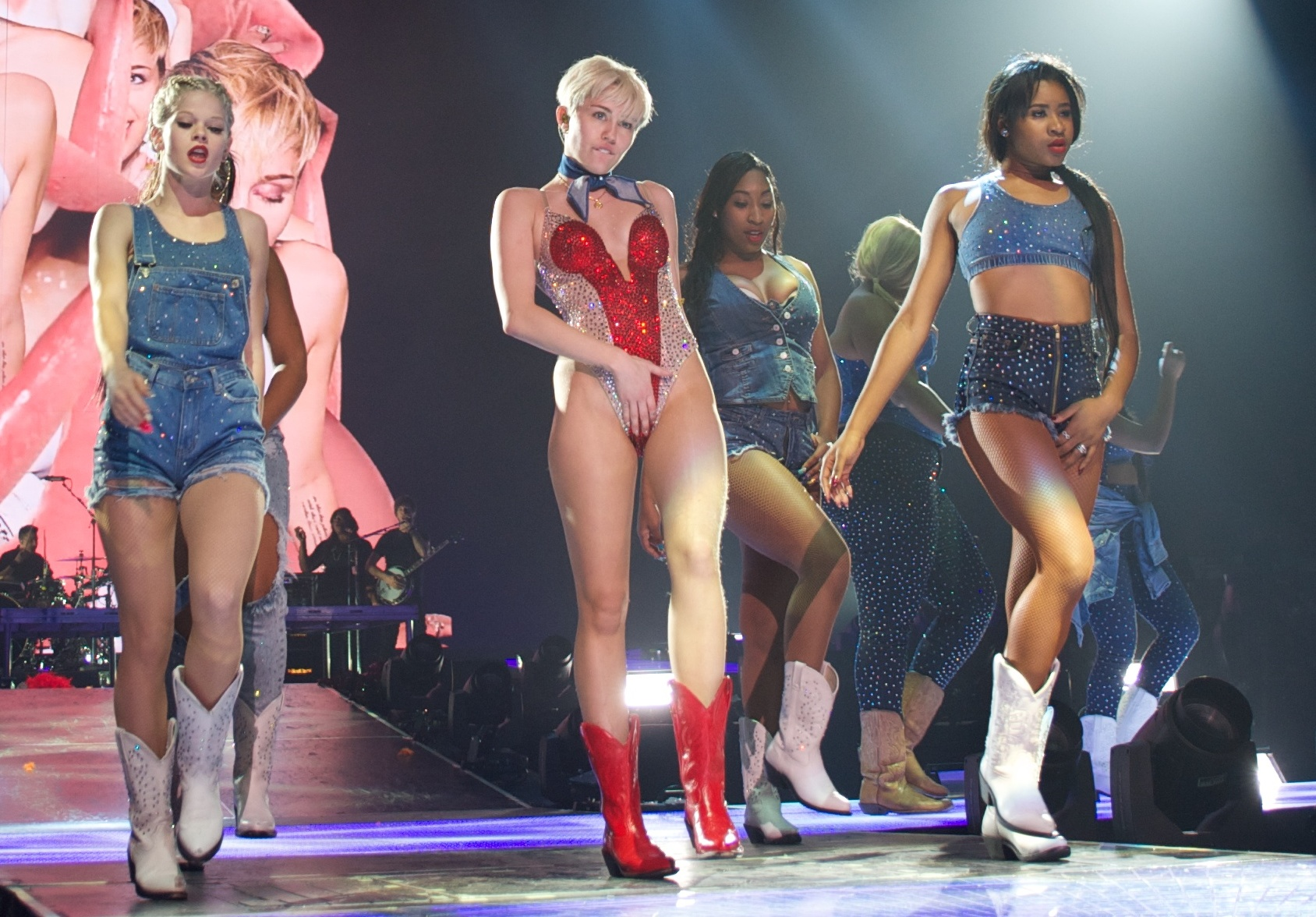
Cyrus apresentando "Do My Thang" na turnê Bangerz Tour em Vancouver, no dia 14 de fevereiro de 2014.

Cyrus apresentou "We Can't Stop" no Jimmy Kimmel Live! em 26 de junho de 2013 e no Good Morning America no dia seguinte. Em 25 de agosto seguinte, ela tornou-se centro de atenção da mídia e do escrutínio público após a controversa apresentação nos MTV Video Music Awards de 2013, realizado no Barclays Center no Brooklyn, em Nova Iorque. A performance teve início com Cyrus cantando "We Can't Stop" em um traje com tema de ursos. Após isso, Robin Thicke entrou no palco e Cyrus trocou o traje de urso por uma roupa bege formada apenas por duas peças ao passo em que Thicke interpretava "Blurred Lines". No meio da apresentação, Cyrus tocou a área da virilha de com um dedo de espuma gigante e requebrou o traseiro contra a virilha de Thicke. Um artigo publicado no The Hollywood Reporter descreveu o desempenho como "grosseiro" e "uma reminiscência de uma má viagem ácida". O escrutínio da mídia internacional ofuscou a maior parte da atenção que havia sido concedida a outros grandes eventos da noite, como a reunião do grupo 'N Sync e as apresentações de Lady Gaga e Katy Perry das canções "Applause" e "Roar", respectivamente. O desempenho foi descrito por BJ Steiner, crítico da XXL, como um "trem desgovernado no sentido clássico da palavra como a reação do público parecia ser uma mistura de confusão, espanto e horror em um coquetel de constrangimento", enquanto a BBC disse que Cyrus roubou o show com um "desempenho atrevido". A apresentação gerou 306.100 mensagens por minuto no Twitter, quebrando o recorde de mais mensagens por minuto sobre um evento na história da rede social; o recorde anterior era pertencente ao show do intervalo do Super Bowl XLVII com Beyoncé, que gerou 268 mil mensagens por minuto na rede social. De acordo com a revista Forbes, a performance de Cyrus resultou em um ganho de mais de 213.000 seguidores no Twitter, 226 mil curtidas no Facebook e 90 mil downloads de "Wrecking Ball", que então era apenas um single promocional. Este valor correspondeu a um aumento total de 112% na mídia social de Cyrus.
Em setembro de 2013, Cyrus iniciou uma pequena viagem na Europa, onde interpretou "We Can't Stop" no programa alemão Schlag den Raab em 7 de setembro; dois dias depois, apresentou a faixa no programa francês Le Grand Journal, e quatro dias depois, interpretou a canção no programa inglês Allan Carr: Chatty Man. Em 21 de setembro seguinte, ela apareceu duas vezes no iHeartRadio Music Festival, realizado em Las Vegas, Nevada; a primeira aparição aconteceu à tarde em uma festa da vizinhança, e a segunda aparição ocorreu à noite, no MGM Grand Garden Arena. Durante ambos os shows, ela cantou "We Can't Stop" e "Wrecking Ball"; esta última canção foi apresentada pela primeira vez no festival. Apesar de terem gerado atenção da mídia devido ao figurino provocante de Cyrus, as performances foram consideradas "bastante mansas, considerando o VMA". Em 5 de outubro, Cyrus serviu como a anfitriã e convidada musical durante um episódio do programa humorista Saturday Night Live. Ela apareceu em diversas esquetes, incluindo uma paródia de "We Can't Stop", intitulado "We Did Stop (The Government)" — fazendo referência à baixa atividade do governo federal estadunidense naquele ano — e interpretou versões acústicas de "We Can't Stop" e "Wrecking Ball". Na segunda-feira seguinte, Cyrus realizou apresentações de ambos os singles no programa Today como parte de sua série de concertos para a marca Toyota. Ela realizou uma sessão de autógrafos do disco em 8 de outubro no Planet Hollywood, situado na Times Square, e também apareceu nos programas de entrevistas Late Night with Jimmy Fallon e The Ellen DeGeneres Show nos dias 9 e 11, respectivamente; nestes dois programas, Cyrus também apresentou "We Can't Stop" e "Wrecking Ball".

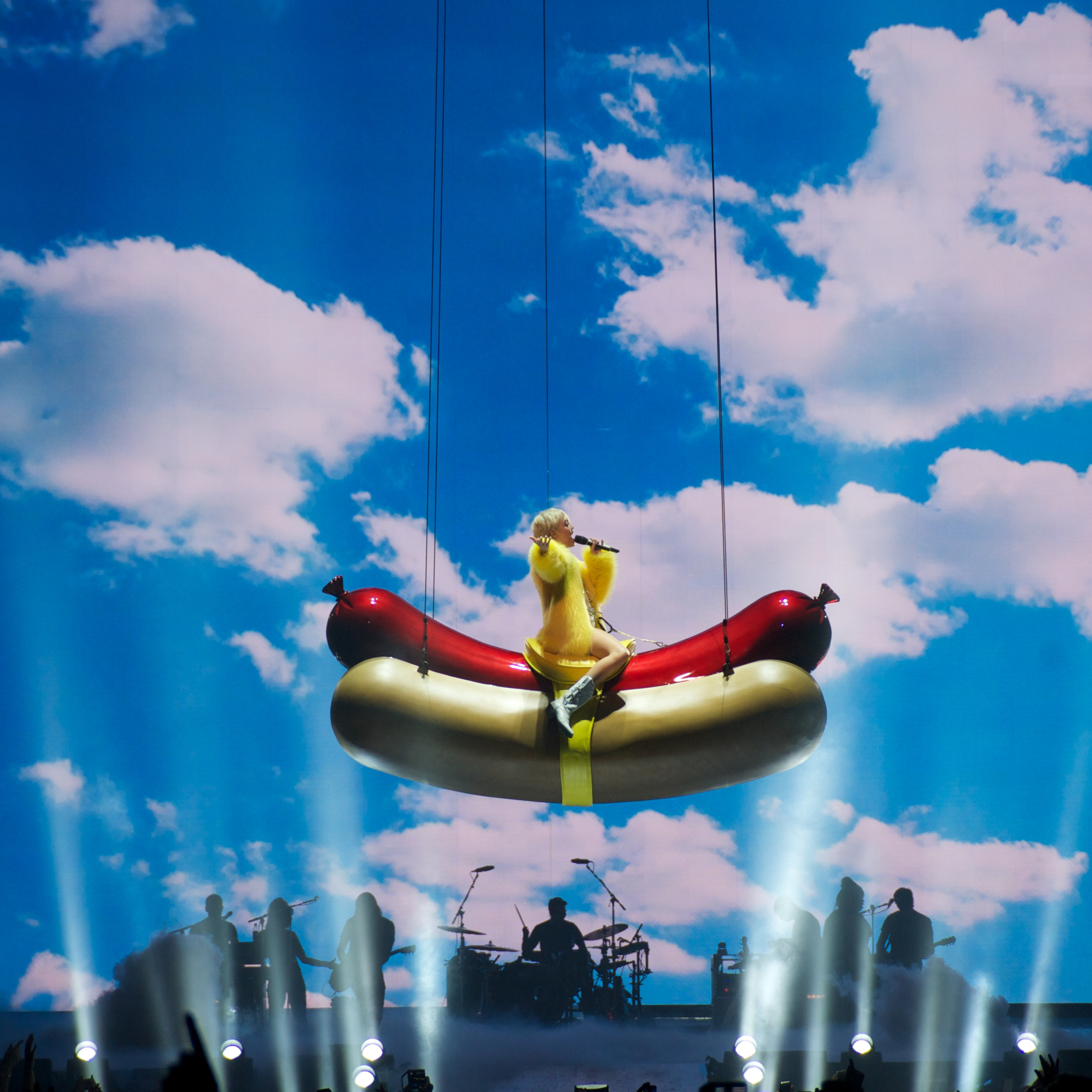
Cyrus apresentando "Someone Else" na turnê Bangerz Tour no dia 14 de fevereiro de 2014.

Em 2 de outubro, estreou na MTV o documentário Miley: The Movement, que cobriu a produção do projeto e os preparativos para o seu lançamento. Em novembro, Cyrus viajou para a Europa novamente para cantar "We Can't Stop" e "Wrecking Ball" nos MTV Europe Music Awards de 2013, que ocorreu em Amsterdã no dia 10 de novembro; a apresentação ganhou atenção da mídia novamente devido ao Cyrus fumar um baseado de maconha no palco ao aceitar o prêmio de Best Video, entregue à última canção. Em 17 de novembro, Cyrus interpretou "Wrecking Ball" na versão britânica do The X Factor. Depois de ser criticada devido ao fazer uma performance vocal sem brilho, Cyrus foi colocada sob "repouso vocal" por seus médicos antes da preparação da Bangerz Tour. Durante a sua segunda viagem feita no continente europeu — desta vez no mês de novembro —, Cyrus também apresentou "Wrecking Ball" no programa alemão Wetten, dass..? em 9 de novembro, no programa radiofônico britânico BBC Radio 1's Live Lounge em 12 de novembro (que também contou com uma regravação de "Summertime Sadness", da cantora Lana Del Rey), e na cerimônia alemã dos Bambi Awards de 2013, realizada dois dias depois. Em 24 de novembro seguinte, Cyrus cantou "Wrecking Ball" nos American Music Awards; um gato digitalmente animado foi projetado na tela atrás de Cyrus, que sincronizou as letras da canção ao passo em que a cantora a interpretava. Em dezembro, ela se apresentou em uma série de concertos no Jingle Ball em Los Angeles (KIIS-FM Jingle Ball), Saint Paul, Atlanta, Nova Iorque, Washington, D.C, Tampa e Sunrise. Cyrus havia sido chamada para apresentar-se em Boston durante a série de shows; contudo, seu voo vindo de Nova Iorque foi cancelado devido a Winter Storm Electra, e portanto, impossibilitou Cyrus de comparecer.
Cyrus apresentou "Get It Right" e "Wrecking Ball" na festa de fim-de-ano de Dick Clark e Ryan Seacrest, feita na Times Square em 31 de dezembro; ela havia sido anteriormente esperada para se apresentar no Fontainebleau Miami Beach ao lado de Pharrell Williams. Em 25 de janeiro de 2014, Cyrus cantou "Get It Right" durante a festa de Clive Davis feita antes da 56ª cerimônia dos Grammy Awards; depois de uma resposta sem entusiasmo do público, ela regravou "Jolene", de Dolly Parton, que recebeu uma recepção mais favorável. Em 29 de janeiro seguinte, ela foi a artista musical da série de shows acústicos MTV Unplugged, realizada pela MTV. Ela apresentou versões acústicas e country de "Adore You", "SMS (Bangerz)", "4x4", "Wrecking Ball", "Get It Right", "Drive", "Do My Thang" e "Rooting for My Baby". O especial também contou com uma regravação de "Jolene" e a participação especial de Madonna em uma mistura de "We Can't Stop" e "Don't Tell Me". Uma segunda versão do especial foi lançada na Internet em 6 de fevereiro, e incluiu uma regravação de "Why'd You Only Call Me When You're High?", dos Arctic Monkeys.  Em 9 de maio, a artista se apresentou na boate londrina G-A-Y. A interpretação chamou atenção pelo momento no qual ela subiu em um pênis inflável. Cyrus foi chamada para se apresentar nos prêmios Billboard Music Awards de 2014, que ocorreram em 18 de maio em Las Vegas; na entrega, foi exibida um trecho da apresentação da Bangerz Tour em Manchester, no qual ela interpretou "Lucy in the Sky with Diamonds" ao lado de Wayne Coyne. Ela apresentou "Wrecking Ball" durante os os World Music Awards, que ocorreram em 28 de maio em Monte-Carlo, Mônaco. Cyrus participou do Summertime Ball, no Estádio de Wembley, Londres, em 21 de junho seguinte, onde cantou "SMS (Bangerz)", "4x4", "Love Money Party", "Wrecking Ball", "We Can't Stop" e "Party in the USA".

### Bangerz Tour
Durante sua aparição no programa Today em 7 de outubro, Cyrus mencionou pela primeira vez seus planos para embarcar em uma turnê mundial no ano de 2014. Em 26 de outubro seguinte, ela fez uma aparição surpresa em um outro episódio do Saturday Night Live, onde anunciou oficialmente a digressão Bangerz Tour. A digressão é promovida pela empresa estadunidense de entretenimento Live Nation Entertainment, a qual teria pago à Cyrus um cachê de US$ 500.000 por cada apresentação. A primeira parte da turnê visitou a América do Norte e estava originalmente programada para incluir trinta e oito espetáculos, cujos shows a dupla sueca Icona Pop e a artista compatriota Sky Ferreira foram anunciadas como os atos de abertura.
Os ingressos para a etapa norte-americana da excursão tornaram-se disponíveis para compra em 16 de novembro de 2013; a etapa teve início em 14 de fevereiro na Rogers Arena, em Vancouver, situada no Canadá, e foi originalmente planejada para ser concluída em 24 de abril no Nassau Veterans Memorial Coliseum, em Uniondale, na cidade de Nova Iorque. Entretanto, várias apresentações foram adiadas após Cyrus ser hospitalizada com uma severa reação alérgica em 15 de abril, com diversas medicações sendo recomendadas. As datas norte-americanas remarcadas tiveram a inclusão de duas apresentações adicionais; as datas vão ter início em 1 de agosto, no Nassau Veterans Memorial Coliseum, em Uniondale, e terminarão no dia 14 de agosto com um show feito no United Center, em Chicago. A segunda parte da digressão está visitando a Europa e está programada para incluir dezoito espetáculos, com os ingressos tornando-se disponíveis para compra em 13 de dezembro. A etapa teve início em 6 de maio na O2 Arena em Londres, e concluiu-se em 22 de junho no Ziggo Dome, em Amsterdã. Em março de 2014, foi anunciado pela revista Billboard que Cyrus levaria a turnê para a América Latina. Em 9 de junho seguinte, ela anunciou três concertos no Brasil, que ocorreram nos dias 24, 26 e 28 de setembro nas cidades de Brasília, São Paulo e Rio de Janeiro, respectivamente. O primeiro concerto teve de ser cancelado devido a questões logísticas. A digressão concluiu-se em 23 de outubro de 2014 em Perth, Austrália.

## Impacto
"Isso não significa que essa personalidade não possa mudar novamente. Basta olharmos para as várias faces de Christina Aguilera durante o término de sua puberdade ou para Madonna, inclusive, para saber que os artistas podem evoluir e permanecer relevantes em um mercado em constante mudança".

— Lori Landew, da Fox Rothschild, notando o potencial de Cyrus em adotar outra imagem pública ao compará-la com outras mulheres em um contexto semelhante.
Bangerz e seus eventos promocionais foram amplamente creditados por estabelecerem uma imagem sexualmente provocativa de Cyrus. Zack O'Malley Greenbur, da Forbes, notou que suas performances, vídeos musicais, e comportamento público receberam "abundância de condenação, juntamente com toda a atenção" no período que antecedeu ao disco; ele sugeriu que isso foi feito propositalmente, de tal forma que "[os pais] nunca mais comprarão quaisquer produtos relacionados à Cyrus ou seu ex-alter-ego, a sensação adolescente Hannah Montana". John Murphy, do MusicOMH, concluiu que a apresentação da cantora no MTV Video Music Awards se tornou "o evento sísmico que assegurou que nunca lembraremos de 2013 sem lembrar dela", opinando que a antecipação que a atuação construiu para o álbum fez "impossível não admirar suas relações públicas".
Andrew Unterberger, da Billboard, sentiu que o registro construiu a imagem madura que o disco anterior, Can't Be Tamed, falhou em implantar. De acordo com ele, Miley não tinha um "real plano B" para criar uma nova persona pública em 2010, e que "agora [em 2013] se sente firme no controle de sua música e imagem". A jornalista Raquel Carneiro, da Veja, considerou que "ainda que seja entendida como um prenúncio da transformação que estava por vir, nem a metamorfose enfrentada pela ex-Hannah Montana no clipe de 'Can't Be Tamed', de 2010, pode ser comparada a esta nova fase". Consoante ela, a artista está "crescida, mas não necessariamente madura". Marlow Stern, do The Daily Beast, partilhou de mesma opinião dos anteriores, avaliando que ela "está completamente no controle do que está fazendo" depois de suas recentes controvérsias, as quais ele descreveu como "puro cálculo artístico nascido do desespero leve", e disse que ela fez com sucesso "simplesmente tudo para chamar a nossa atenção". Para a Forbes, Zack O'Malley Greenbur comentou que mesmo com grandes críticas por "perseguir as visualizações do YouTube e as vendas de discos às custas de sua imagem", a "nova Cyrus" aparece "comercializável como sempre". Em texto da Glamour, Mickey Woods comparou a "era" promocional de Bangerz às dos terceiro e quarto álbuns de Britney Spears e Christina Aguilera, Britney (2001) e Stripped (2002), respectivamente, sendo que "ambos os álbuns foram descontroladamente experimentais", adicionando que o projeto da estadunidense "provavelmente será considerado retrospectivamente icônico, talvez até mesmo clássico". Mark Jacobs, da V, assemelhou o álbum a Control (1986), de Janet Jackson. Segundo ele, no produto, Cyrus é "uma artista tornando-se si mesma" assim como Jackson naquela época. Para o crítico musical Regis Tadeu, ela fracassou ao tentar criar uma imagem mais madura. De acordo com ele, Miley é parte do grupo de "gente que tenta radicalizar na mudança [de imagem] e só consegue causar pena".
Patrick Ryan, do periódico USA Today, comentou que as parcerias entre a artista e Mike Will Made It contribuíram para a recém-encontrada proeminência dele, afirmando que a sua posição como produtor executivo o ajudou a "[saltar] para o primeiro plano como um personagem interessante (...) em uma época onde uma grande quantidade de produtores caem novamente no por trás das câmeras". De um ponto de vista comercial, entretanto, Suzanne Cowie do Babble sugeriu que as vendas da primeira semana e o declínio subsequente apoiaram a ideia de que o formato do álbum de estúdio está chegando ao fim, usando a estadunidense para exemplificar que "os consumidores só estão interessados no single". Ela ainda opinou que eles não "[têm] mais tempo para sentar e ouvir um álbum em sua totalidade", e atribuiu isso ao crescimento dos downloads digitais, que promovem um processo de escuta menos envolvente, onde as pessoas "[não se] conectam de maneira alguma com a banda/cantor e suas esperanças para o disco".
Em dezembro de 2013, a MTV elegeu Cyrus como a Artista do Ano de 2013, prêmio no qual as vendas de Bangerz foram levadas em consideração. James Montgomery da MTV News comentou sobre a decisão do canal, dizendo que a artista "[declarou] sua independência e [dominou] o panorama da cultura pop", adicionando que "ela ensinou — e chocou — todos nós em 2013, e fez isso de sua própria maneira". No mesmo mês, ela foi listada entre os dez finalistas da Pessoa do Ano da revista Time, sendo a única artista na lista, todavia perdeu para o Papa Francisco; ela também foi listada no Barbara Walters' 10 Most Fascinating People. A equipe da Billboard atribuiu-a o título de "Estrela do pop mais comentada" em 2013, e também reconheceu a controversa evolução de sua carreira como o "Melhor momento musical" do ano, elaborando que ela foi um "turbilhão que se expandiu e roçou quase todos os aspectos da cultura pop em 2013". Também tornou-se a pessoa mais pesquisada do ano no Google, com Leah Chernikoff, da Elle, dizendo que "a maioria das pessoas, mesmo as mais famosas, só golpeiam o ouro da Internet uma vez na vida (ou talvez uma vez por ano), mas Cyrus conseguiu de novo — e de novo — em 2013".

## Lista de faixas
A lista de faixas está organizada de acordo com o encarte do álbum.
| Bangerz – Edição padrão |                                      | |                                                     |         |  |
| N.º                     | Título                               | Compositor(es) | Produtor(es)                                        | Duração |  |
| 1.                      | "Adore You"                          | Stacy Barthe, Oren Yoel                                                                                              | Yoel                                                | 4:38    |  |
| 2.                      | "We Can't Stop"                      | Mike L. Williams II, Pierre Ramon Slaughter, Timothy Thomas, Theron Thomas, Miley Cyrus, Douglas Davis, Ricky Walter | Mike Will Made-It, P-Nasty[A], Rock City[B]         | 3:52    |  |
| 3.                      | "SMS (Bangerz)" (com Britney Spears) | M. Williams, Marquel Middlebrooks, Sean Garrett, Cyrus                                                               | Mike Will Made It, Marz[A]                          | 2:49    |  |
| 4.                      | "4x4" (com Nelly)                    | Pharrell Williams, Cornell Hayes Jr., Cyrus                                                                          | P. Williams                                         | 3:11    |  |
| 5.                      | "My Darlin'" (com Future)            | M. Williams, Slaughter, Nayvadius Wilburn, Jeremih Felton, Cyrus, Jerry Leiber, Mike Stoller, Ben E. King            | Mike Will Made It, P-Nasty[A], Tyler Sam Johnson[C] | 4:03    |  |
| 6.                      | "Wrecking Ball"                      | Lukasz Gottwald, Maureen Anne McDonald, Stephan Moccio, Sacha Skarbek, Henry Walter                                  | Dr. Luke, Cirkut                                    | 3:43    |  |
| 7.                      | "Love Money Party" (com Big Sean)    | M. Williams, Middlebrooks, Sean Anderson, Garrett, Cyrus                                                             | Mike Will Made It, Marz[A]                          | 3:39    |  |
| 8.                      | "Get It Right"                       | P. Williams | P. Williams                                         | 4:24    |  |
| 9.                      | "Drive"                              | Williams II, Slaughter, Samuel Jean, Cyrus                                                                           | Mike Will Made It, P-Nast[A]                        | 4:15    |  |
| 10.                     | "FU" (com French Montana)            | Rami Samir Afuni, McDonald, Cyrus, Karim Kharbouch                                                                   | Afuni                                               | 3:51    |  |
| 11.                     | "Do My Thang"                        | Cyrus, William Adams, Michael McHenry, Ryan Buendia, Kyle Edwards, Jean Baptiste                                     | McHenry, Edwards, will.i.am[A]                      | 3:45    |  |
| 12.                     | "Maybe You're Right"                 | M. Williams, Slaughter, Cameron Ochs, John Shanks, Tyler Sam Johnson, Cyrus                                          | Mike Will Made It, P-Nasty[A]                       | 3:33    |  |
| 13.                     | "Someone Else"                       | M. Williams, Slaughter, Timothy Thomas, Theron Thomas, Cyrus, McDonald                                               | Mike Will Made It, P-Nasty[A]                       | 4:48    |  |
| Duração total:          | Duração total:                       | Duração total: | Duração total:                                      | 50:36   |  |

| Bangerz – Edição deluxe |                                   |                                                                       |                               |         |  |
| N.º                     | Título                            | Compositor(es)                                                        | Produtor(es)                  | Duração |  |
| 14.                     | "Rooting for My Baby"             | P. Williams, Cyrus                                                    | P. Williams                   | 3:20    |  |
| 15.                     | "On My Own"                       | P. Williams                                                           | P. Williams                   | 3:52    |  |
| 16.                     | "Hands in the Air" (com Ludacris) | M. Williams, Slaughter, Jean, Asia Bryant, Cyrus, Christopher Bridges | Mike Will Made It, P-Nasty[A] | 3:22    |  |
| Duração total:          | Duração total:                    | Duração total:                                                        | Duração total:                | 61:02   |  |

| Bangerz – Edição comemorativa de 10 anos |                                                     |                                                                                             |                            |         |  |
| N.º                                      | Título                                              | Compositor(es)                                                                              | Produtor(es)               | Duração |  |
| 18.                                      | "23" (com Mike Will Made It, Wiz Khalifa e Juicy J) | M. Wlliams, Cyrus, Jordan Houston, Cameron Thomaz, Theron Thomas, Timothy Thomas, Slaughter | Mike Will Made It, P-Nasty | 4:12    |  |
| Duração total:                           | Duração total:                                      | Duração total:                                                                              | Duração total:             | 65:14   |  |

Notas
A  - denota co-produtores
B  - denota produtores vocais
C  - denota produtores adicionais
- "Get It Right" é estilizada como "#GETITRIGHT".

Créditos de demonstrações
- "We Can't Stop" contém demonstrações de "La Di Da Di", escrita por Douglas Davis e Ricky Walters.
- "My Darlin'" contém demonstrações de "Stand by Me", escrita por Jerry Leiber, Mike Stoller e Ben E. King.

## Desempenho nas tabelas musicais
Em 9 de outubro de 2013, a Billboard relatou que Bangerz venderia entre 250-275 mil cópias em sua semana de lançamento nos Estados Unidos. Na atualização da Billboard 200 feita uma semana depois, o disco debutou na liderança da tabela, comercializando 270 mil cópias. Com isto, tornou-se o quinto álbum de Cyrus a debutar na primeira posição da tabela não-consecutivamente, incluindo seus álbuns Meet Miley Cyrus (2007) — que é um álbum duplo ao lado de Hannah Montana 2 — e Breakout, bem como as trilhas sonoras Hannah Montana (2006) e Hannah Montana: The Movie (2009), onde foi creditada como a sua ex-personagem Hannah Montana, protagonista da série homônima. Adicionalmente, vendeu 168 mil cópias a mais do que seu álbum anterior Can't Be Tamed (2010) e tornou-se o álbum feminino mais vendido do ano em sua primeira semana de lançamento. Três semanas depois, este recorde foi ultrapassado por Katy Perry e seu terceiro álbum de estúdio Prism (2013), que estreou na primeira posição ao comercializar 16 mil cópias a mais que Bangerz. Tal feito foi novamente ultrapassado por Beyoncé e seu álbum autointitulado, que foi lançado inesperadamente na iTunes Store e vendeu 617 mil cópias em sua semana de lançamento. Em fevereiro de 2018, ao possuir vendas superiores a 2 milhões de unidades, a Recording Industry Association of America (RIAA) certificou o material como platina. O álbum experimentou um sucesso semelhante no Canadá, onde debutou na liderança da Canadian Albums Chart e foi qualificado como platina pela Music Canada ao serem avaliadas vendas de 80 mil cópias.
No Reino Unido, Bangerz e "Wrecking Ball" debutaram na liderança das tabelas UK Albums Chart e UK Singles Chart, respectivamente. Mais tarde, foi reconhecido com uma certificação de ouro ao exportar 100 mil unidades em território britânico. Ao redor do continente europeu, Bangerz estreou no topo das tablas de álbuns escocesas, irlandesas e norueguesas, enquanto atingiu a vice-liderança na tabela de álbuns espanhola e a terceira posição na Itália. Na Austrália, o álbum estreou na primeira posição da tabela de álbuns dos ARIA Charts e atingiu a segunda posição na tabela de álbuns publicada pela Recording Industry Association of New Zealand (RIANZ). Ao exportar 35 mil unidades no primeiro país, Bangerz foi certificado como ouro pela Australian Recording Industry Association (ARIA). Também experimentou um sucesso similar na América do Sul, onde atingiu a quarta posição como melhor na tabelas de álbuns da Cámara Argentina de Productores de Fonogramas y Videogramas. De acordo com a Federação Internacional da Indústria Fonográfica (IFPI), o disco vendeu dois milhões de cópias em todo o globo.
| Tabela musical (2013)                                         | Melhor posição |
| ------------------------------------------------------------- | -------------- |
| Alemanha (Media Control Charts)                               | 9              |
| Argentina (CAPIF Albums Chart)                                | 4              |
| Austrália (ARIA Charts)                                       | 1              |
| Áustria (Ö3 Austria Top 40)                                   | 4              |
| Bélgica (Ultratop 50 de Flandres)                             | 5              |
| Bélgica (Ultratop 40 da Valônia)                              | 11             |
| Canadá (Canadian Albums Chart)                                | 1              |
| China (Sino Chart)                                            | 10             |
| Coreia do Sul (Gaon Music Chart)                              | 21             |
| Croácia (Hrvatska diskografska udruga)                        | 19             |
| Dinamarca (Tracklisten)                                       | 3              |
| Escócia (The Official Charts Company)                         | 1              |
| Espanha (Productores de Música de España)                     | 2              |
| Estados Unidos (Billboard 200)                                | 1              |
| Finlândia (IFPI Finlândia)                                    | 23             |
| França (Syndicat National de l'Édition Phonographique)        | 9              |
| Grécia (IFPI Grécia)                                          | 5              |
| Hungria (Magyar Hanglemezkiadók Szövetsége)                   | 8              |
| Irlanda (Irish Recorded Music Association)                    | 1              |
| Itália (Federazione Industria Musicale Italiana)              | 3              |
| Japão (Oricon)                                                | 24             |
| México (Mexican Albums Chart)                                 | 1              |
| Noruega (VG-lista)                                            | 1              |
| Nova Zelândia (Recording Industry Association of New Zealand) | 2              |
| Países Baixos (MegaCharts)                                    | 6              |
| Polônia (Związek Producentów Audio Video)                     | 20             |
| Portugal (Associação Fonográfica Portuguesa)                  | 4              |
| Reino Unido (UK Albums Chart)                                 | 1              |
| Suécia (Sverigetopplistan)                                    | 4              |
| Suíça (Schweizer Hitparade)                                   | 7              |

| Tabela musical (2013)                            | Posição |
| ------------------------------------------------ | ------- |
| Austrália (ARIA Charts)                          | 64      |
| Bélgica (Ultratop 50 de Flandres)                | 100     |
| Bélgica (Ultratop 40 da Valônia)                 | 161     |
| Canadá (Canadian Albums Chart)                   | 32      |
| Estados Unidos (Billboard 200)                   | 51      |
| Itália (Federazione Industria Musicale Italiana) | 86      |
| México (Mexican Albums Chart)                    | 47      |

| País                  | Certificação |
| --------------------- | ------------ |
| Austrália (ARIA)      | Platina      |
| Brasil (ABPD)         | 3× PLATINA   |
| Canadá (Music Canada) | Platina      |
| Espanha (PROMUSICAE)  | Ouro         |
| Estados Unidos (RIAA) | 3× Platina   |
| México (AMPROFON)     | Ouro         |
| Noruega (IFPI Noruega | Ouro         |
| Polônia (ZPAV)        | Platina      |
| Portugal (AFP)        | 2× Platina   |
| Reino Unido (BPI)     | Ouro         |
| Suécia (GLF)          | Platina      |

## Créditos
Todo o processo de elaboração de Bangerz atribui os seguintes créditos:
Gestão
| - Miley Cyrus: produção executiva - Mike Will Made-It: produção executiva - Travis Warner: coordenação - Irene Ritcher: coordenação de produção - Suzie Katayama: contratação - Rami Hancock: A&R - Larry Rudolph: gestão - Adam Leber: gestão | - Melissa Ruderman: gestão - Tish Cyrus: gestão - Hope Town Entertainment: gestão - ReignDeer Entertainment: gestão - RCA Records: gravadora, proprietária dos direitos autorais/direitos fonográficos - Sony DADC: impressão - Sony Music Entertainment: gravadora e distribuidora internacional, licenciamento |

Vocais
| - Miley Cyrus: vocalista principal, vocalista de apoio, vocalista participante - Britney Spears: vocalista participante - Nelly: rap, vocalista participante - Future: rap, vocalista participante | - Big Sean: rap, vocalista participante - French Montana: rap, vocalista participante - Ludacris: rap, vocalista participante |

Locais de gravação
| - Glenwood Stduios (Burbank, Califórnia) - Nightbird Studios (West Hollywood, Califórnia) - Conway Recording Studios (Los Angeles, Califórnia) - Circle House Studios (Miami, Flórida) - Glenwood Place Studios (Burbank, Califórnia) | - South Beach Studios (Miami Beach, Flórida) - Chalice Recording Stduios (Hollywood, Califórnia) - MilkBoy the Studio (Filadélfia, Pensilvânia) - Westlake Recording Studios (Los Angeles, Califórnia) - Record Plant Studios (Hollywood, Califórnia) |

Locais de engenharia
| - Conway Recording Studios (Hollywood, Califórnia) - Luke's in the Boo (Malibu, Califórnia) - Monster Island Studio (Nova Iorque) | - Maison de Musique (Toronto) - Harmony Studios (West Hollywood, Califórnia) - Capitol Studios (Hollywood, Califórnia) |

| Locais de mixagem - Larrabee Studios (North Hollywood, Califórnia) - MixStar Studios (Virginia Beach, Virgínia) - Record Plant Studios (Hollywood, Califórnia) | Locais de masterização - The Mastering Place (Nova Iorque) |

Produção
| - Miley Cyrus: composição - Oren Yoel: composição, produção - Mike Will Made-It: composição, produção - Rock City: composição, produção vocal - Doug E. Fresh: composição - Slick Rick: composição - P-Nasty: composição, co-produção - Marz: composição, produção - Sean Tallman: gravação - Sean Garrett: composição - Pharrell Williams: composição, produção - Nelly: composição - Future: composição - Jeremih: composição - Jerry Leiber: composição - Mike Stoller: composição - Ben E. King: composição - Tyler Sam Johnson: composição, produção adicional - Dr. Luke: composição, produção, programação - Cirkut: composição, produção, programação - Maureen Anne McDonald: composição - Stephan Moccio: composição - Sacha Skarbek: composição - Sven Heidinga: engenharia | - Big Sean: composição - French Montana: composição - Rami Samir Afuni: composição, produção - Michael McHenry: composição, produção - Ryan Buendia: composição - Mike Caffrey: engenharia - Kyle Edwards: composição, produção - Samuel Jean: composição - Andrew Colleman: arranjos, gravação, edição digital - Jean Baptiste: composição - Cameron Ochs: composição - Phil Allen: engenharia - John Shanks: composição - Todd Robinson: assistência de gravação - Asia Bryant: composição - Jacob Dennis: assistência de gravação - Manny Marroquin: mixagem - Chris Galland: assistência de mixagem - Rene Toledo, Jr.: assistência de gravação - Delbert Bowers: assistência de mixagem - Sean Tallman: gravação - Doron Dina: assistência de gravação - Todd Hurtt: assistência de gravação - Chris O'Brian: engenharia | - Matthew Desremaux: assistência de gravação - Jaycen Joshua: mixagem - Karl Petersen: gravação - Trahy Harris: assistência de mixagem - Jake Gorski: engenharia de Pro Tools - Hart Gunther: assistência de gravação - Ryal Kaul: assistência de mixagem - Mike Larson: gravação - will.i.am: composição, co-produção, gravação - Ruben Rivera: gravação - Dave Kutch: masterização - Danny Ponce: assistência de gravação - Steven Hybicki: gravação - Tim Roberts: gravação - Eva Reistad: assistência de gravação - Mike Gaydusek: assistência de gravação - Serban Ghenea: mixagem - Rachael Findlen: assistência de engenharia - Matthew Testa: gravação - John Hanes: engenharia de mixagem - Clint Gibbs: engenharia - Eric Eylands: assistência de engenharia - Chris "Tek" O'Ryan: engenharia - Rob Kinelski: gravação - Maximilian Jagger: assistência de gravação |

Instrumentação
| - Paul Dateh: instrumentação - David Richard Campbell: arranjo de cordas, regência - Rudy Stein: violoncelo - Steve Richards: violoncelo - Suzie Katayama: violoncelo - Steven Wolf: bateria - Dr. Luke: instrumentação - Cirkut: instrumentação - Stephan Moccio: piano - Andrew Duckles: viola - Darrin McCann: viola | - Alyssa Park: violino - Charlie Bisharat: violino - Grace Oh: violino - Joel Pargman: violino - John Wittenberg: violino - Kevin Connolly: violino - Sara Parkins: violino - Songa Lee: violino - Chad Hugo: guitarra, assobio - Chris Cab: guitarra |

## Histórico de lançamento
Bangerz foi lançado primeiramente na Alemanha, Austrália, Bélgica, Irlanda, Nova Zelândia, Suécia e nos Países Baixos, em 4 de outubro de 2013, no formato digital. A distribuição seguiu-se três dias depois na Dinamarca, Espanha, França, em Portugal e no Reino Unido, no mesmo tipo de lançamento. Um dia depois, em 8 de outubro, o disco foi liberado no Brasil digitalmente e no formato físico e nos Estados Unidos, Canadá e Japão através do download digital. No dia 11, foi comercializado na Finlândia nas duas edições; em 23, no Japão, lançou-se uma versão CD+DVD e em 26 de novembro foi lançado nos Estados Unidos em disco de vinil.
| País           | Data                   | Formato              | Edição         | Gravadora         |
| -------------- | ---------------------- | -------------------- | -------------- | ----------------- |
| Alemanha       | 4 de outubro de 2013   | Download digital     | Padrão, deluxe | RCA               |
| Austrália      | 4 de outubro de 2013   | Download digital     | Padrão, deluxe | RCA               |
| Bélgica        | 4 de outubro de 2013   | Download digital     | Padrão, deluxe | RCA               |
| Irlanda        | 4 de outubro de 2013   | Download digital     | Padrão, deluxe | RCA               |
| Nova Zelândia  | 4 de outubro de 2013   | Download digital     | Padrão, deluxe | RCA               |
| Países Baixos  | 4 de outubro de 2013   | Download digital     | Padrão, deluxe | RCA               |
| Suécia         | 4 de outubro de 2013   | Download digital     | Padrão, deluxe | RCA               |
| Dinamarca      | 7 de outubro de 2013   | Download digital     | Padrão, deluxe | RCA               |
| Espanha        | 7 de outubro de 2013   | Download digital     | Padrão, deluxe | RCA               |
| França         | 7 de outubro de 2013   | Download digital     | Padrão, deluxe | RCA               |
| Portugal       | 7 de outubro de 2013   | Download digital     | Padrão, deluxe | RCA               |
| Reino Unido    | 7 de outubro de 2013   | Download digital     | Padrão, deluxe | RCA               |
| Brasil         | 8 de outubro de 2013   | CD, download digital | Padrão, deluxe | Sony Music Brasil |
| Canadá         | 8 de outubro de 2013   | Download digital     | Padrão, deluxe | RCA               |
| Estados Unidos | 8 de outubro de 2013   | Download digital     | Padrão, deluxe | RCA               |
| Japão          | 8 de outubro de 2013   | Download digital     | Padrão, deluxe | RCA               |
| Finlândia      | 11 de outubro de 2013  | CD, download digital | Padrão, deluxe | RCA               |
| Japão          | 23 de outubro de 2013  | CD+DVD               | Padrão, deluxe | RCA               |
| Estados Unidos | 26 de novembro de 2013 | Disco de vinil       | Deluxe         | RCA               |